# Библиотека Кроуфорда

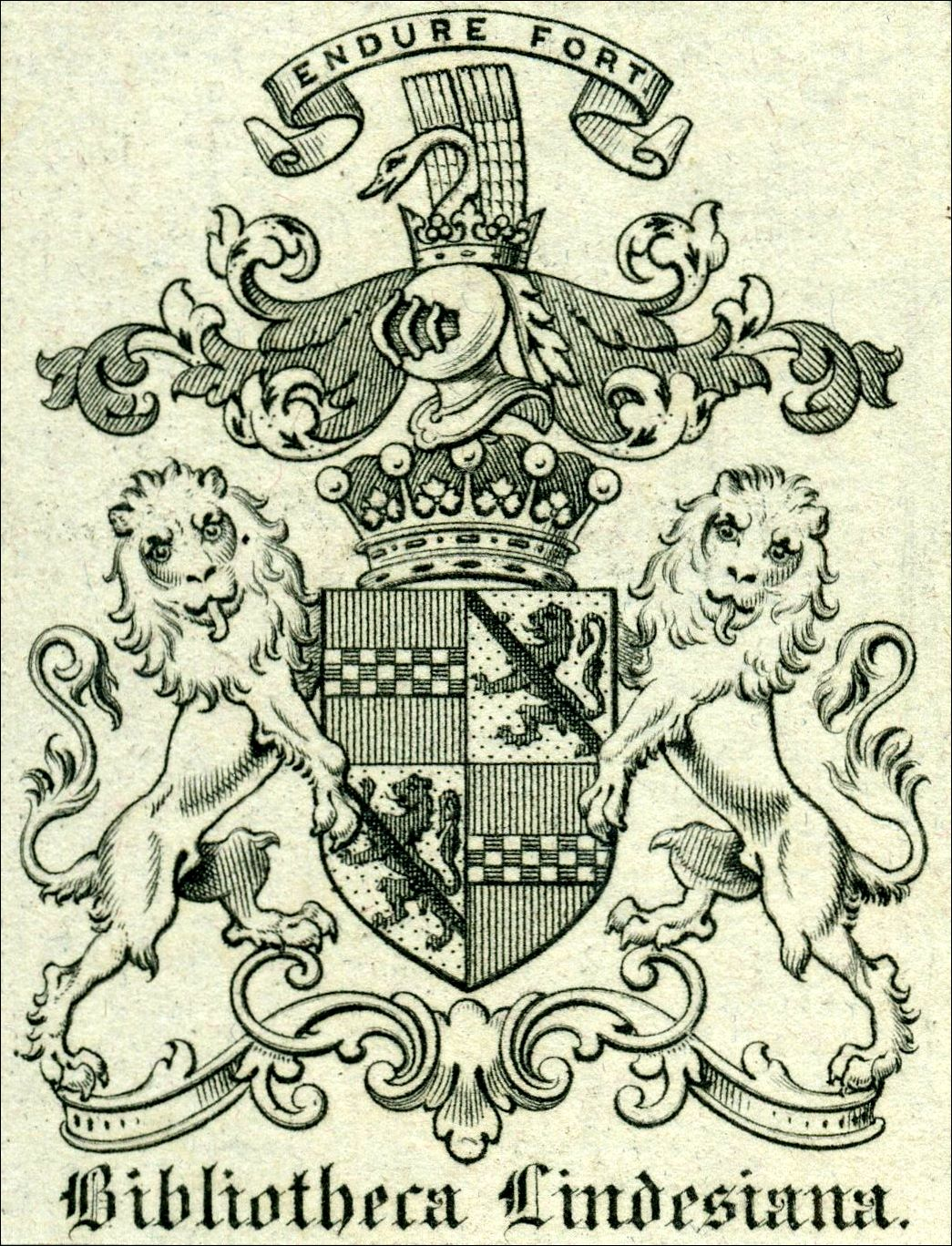
Экслибрис «Bibliotheca Lindesiana»

Библиотека Кроуфорда, или Кроуфордская библиотека, — библиотека первых книг о филателии, собранная с 1898 года по 1913 год Джеймсом Линдси, 26-м графом Кроуфордом. На момент его смерти в 1913 году считалось, что Кроуфорд собрал самую большую филателистическую библиотеку своего времени. Сегодня его библиотека является частью Филателистических коллекций Британской библиотеки.

## История создания
Кроуфорд был известным библиофилом задолго до того, как заинтересовался филателией. Семейная библиотека Кроуфордов, известная как «Bibliotheca Lindesiana» и находившаяся в Хэй-Холле, в Хэе в окрестностях Уигана, ведёт своё начало с XVI века. Составленная из свыше 100 тысяч томов библиотека стала знаменитой среди учёных мира благодаря своему внушительному размеру и включению во многие библиографии, где приводится описание её фондов.

### Библиотека Тиффани
Вскоре после 1897 года Кроуфорд приобрёл библиотеку филателистической литературы, собранную первым президентом Американского филателистического общества Джоном Тиффани из Сент-Луиса (штат Миссури, США), которая считалась самой полной библиотекой в то время. Особенно сильной стороной библиотеки Тиффани были филателистические журналы США, при этом, по подсчётам, ему удалось собрать 97 % всех публикаций по американской филателии на момент смерти, включая прейскуранты филателистических дилеров, документы общества и даже музыку, связанную с почтовыми марками. Большая часть библиотеки Тиффани была включена в труд, который он написал для Бостонской публичной библиотеки в 1874 году под названием «Филателистическая библиотека» (The Philatelical Library).
Библиотека Тиффани была приобретена для Кроуфорда Чарльзом Джеймсом Филлипсом. Филлипс был тогда управляющим директором торговой фирмы «Стэнли Гиббонс» и ознакомился с библиотекой Тиффани во время поездки по Америке. Он сообщил Кроуфорду, что состояние библиотеки не очень хорошее и что цена 10 тысяч долларов (около 2 тысяч фунтов стерлингов в то время) явно завышена, однако Кроуфорд сказал ему всё равно купить библиотеку по этой цене. Собрание Тиффани состояло из 909 переплетённых томов и 136 непереплетённых, а также обширной картотеки с описанием содержимого библиотеки, которая была ценной сама по себе. Библиотеку доставили Кроуфорду 28 июня 1901 года в 39 ящиках в его лондонский дом на площади Кавендиш, 2. За посредничество Филлипс взял 5 % комиссионных.
После покупки библиотеки Тиффани Кроуфорд нанял куратором коллекции Эдварда Денни Бэкона. Бэкон работал на площади Кавендиш, сортируя и каталогизируя книги, и старательно выискивал недостающие филателистические периодические издания с помощью фирмы «Стэнли Гиббонс».

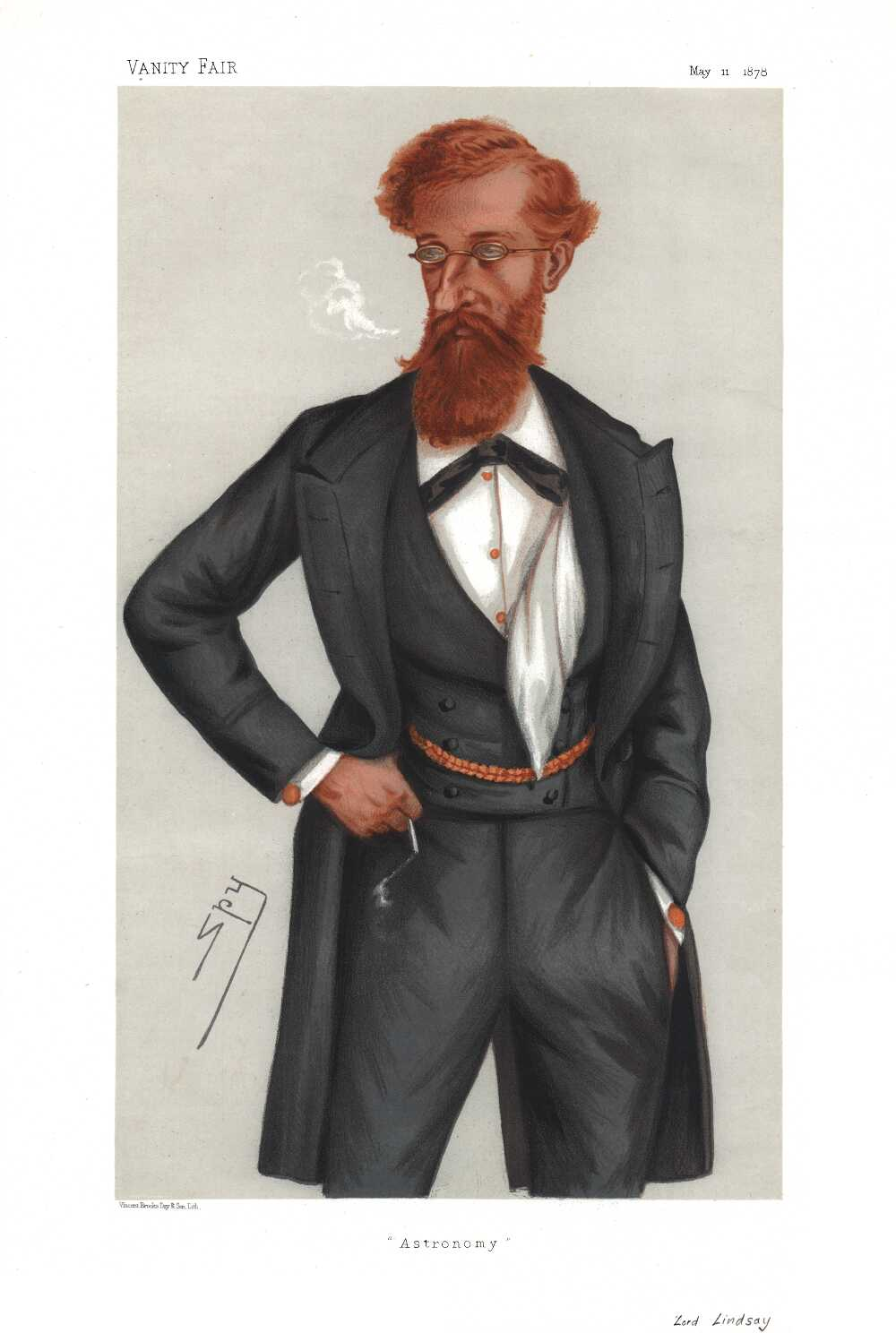
Карикатура на Кроуфорда работы Лесли Уорда

### Библиотека Френкеля
Ещё одним пополнением стала библиотека покойного берлинского судьи Генриха Френкеля (Heinrich Fraenkel), бывшего библиотекаря Берлинского клуба филателистов, включавшая большой фонд литературы на немецком языке, а также собрание книг Зигмунда Фридля из Вены. Библиотека Френкеля насчитывала 39 ящиков книг вместе с дополнительными материалами, будучи подаренной Королевскому филателистическому обществу для его библиотеки.

### Дарение
Кроуфорд был попечителем Британского музея, и после его смерти, наступившей 31 января 1913 года, библиотека была передана в дар Британскому музею согласно дополнительному распоряжению к его завещанию. Библиотека была получена 17 марта 1913 года. В 1973 году она перешла Британской библиотеке после реорганизации последней.

## Каталоги
В 1911 году каталог библиотеки, составленный Эдвардом Денни Бэконом, был опубликован издательством Aberdeen University Press под названием: «Bibliotheca Lindesiana, Vol VII: A Bibliography of the Writings General, Special and Periodical Forming the Literature of Philately», и в 1911 году права на это произведение были переданы Филателистическому литературному обществу. Общество переиздало это произведение как «The Catalogue of the Philatelic Library of the Earl of Crawford, K. T.» («Каталог филателистической библиотеки графа Кроуфорда»), причём книге была присуждена Большая золотая медаль на филателистической выставке в Вене в 1911 году. Дополнение к каталогу было опубликовано в 1926 году Филателистическим литературным обществом, а в марте 1938 года ещё одно дополнение появилось в журнале «The London Philatelist»; оба они были написаны Э. Д. Бэконом.
В 1991 году Британская библиотека опубликовала новое издание каталога, включив шифры книги и заметки на полях Э. Д. Бэкона, а также предисловие, написанное Дэвидом Бичем.
Не все произведения, упомянутые в указанных книгах, имеются в библиотеке, поскольку первоначальная книга представляла собой не каталог библиотеки Кроуфорда, а библиографию всех известных филателистических произведений.

## Сохранность
В 1985 году началась реализация крупного проекта по микрофильмированию библиотеки, поскольку было установлено, что состояние многих книг со временем ухудшилось. В настоящее время проект завершён.
Кроме того, к февралю 2011 года около 80 % библиотеки было заново переплетено, с проведением или без проведения таких реставрационных работ, как деацидификация и ламинирование.

## Доступ
С этими книгами можно ознакомиться в Читальном зале редких книг и музыки (Rare Books & Music Reading Room) Британской библиотеки.

## Содержание
Библиотека включает примерно 4500 томов, наиболее известные из которых:
- Первые почтовые извещения Китая[1].
- Первый каталог почтовых марок на английском языке «Aids to Stamp Collectors» Фредерика Бути 1862 года[3].
- Тетради одного из первых филателистов, судьи Ф. А. Филбрика[1].
- Литература и сувениры первых филателистических конгрессов Великобритании[1].
- Второй каталог почтовых марок на английском языке «Catalogue of British, Colonial, and Foreign Postage Stamps» Маунта Брауна 1862 года[3].
- Самый первый известный каталог почтовых марок «Стэнли Гиббонс».
- Один из первых каталогов почтовых марок «A Hand Catalogue of Postage Stamps for the use of the Collector» Джона Эдуард Грея 1862 года[3][9].
- Первые пятнадцать изданий каталога Скотта[3].
- Первое издание «The Stamp Collector’s Manual» («Руководство для коллекционера почтовых марок»), составленное А. Клайном (A. C. Kline — псевдоним Джона Уильяма Клайна, John William Kline)[3].
- Материалы Оскара Берже-Левро, Жан-Батиста Моэнса и фирмы «Pierre Mahé & Son»[англ.][3].
- Рисунок Адольфа Рейнхеймера (Adolph Reinheimer), изображающий первую письменно зафиксированную экспозицию почтовых марок в Музее Вандермелена (Vandermaelen Museum)[нидерл.] в Брюсселе (1852)[6].